# Johannes Bureus
Johannes Thomae Agrivillensis Bureus også Johan Bure (15.- ell. 25. marts 1568, død 23. oktober 1652) var en svensk rune- og sprogforsker, der var lærer for Gustav II Adolf, og senere blev rigsarkivar og -antikvar. Bureus lod over 200 runesten aftegne.